# Medalla Conmemorativa del 300.º Aniversario de la Armada de Rusia
La Medalla Conmemorativa del 300.º Aniversario de la Armada de Rusia (en ruso: Юбилейная медаль «300 лет Российскому флоту»), es una medalla conmemorativa estatal de la Federación de Rusia establecida por el Decreto Presidencial n.º 176 del 10 de febrero de 1996, para conmemorar el trescientos aniversario de la creación de la Armada de Rusia.

## Estatuto de la medalla
Según el estatuto de concesión la Medalla Conmemorativa del 300.º Aniversario de la Armada de Rusia se otorga aː
- Militares que sirven en la Armada, las fuerzas navales del Servicio Federal de Fronteras de la Federación de Rusia, si han recibido premios estatales de la Federación de Rusia, la RSFS de Rusia, la URSS y han servido impecablemente en barcos y como personal de vuelo de la aviación naval al menos 10 años y 20 años en otras unidades navales o más en términos de calendario para la fecha de entrada en vigor del decreto de adjudicación;
- Militares de la Armada que participaron en hostilidades contra los invasores nazis y militaristas japoneses en 1941-1945, almirantes, generales, oficiales, suboficiales, capataces y marineros en reserva (retirados), destinados en las Fuerzas Armadas de la Federación de Rusia, las Fuerzas Armadas de la URSS, el Servicio Federal de Fronteras de la Federación de Rusia, las tropas fronterizas de la KGB de la URSS, si han recibido premios estatales de la Federación de Rusia, la RSFS de Rusia, la URSS y han prestado un servicio impecable en la Armada, las fuerzas navales del Servicio Federal de Fronteras de la Federación de Rusia, las unidades marítimas de las tropas fronterizas de la KGB de la URSS en los barcos y como personal de vuelo de la aviación naval al menos 10 años, 20 años en otras unidades navales o más en términos calendario para la fecha de entrada en vigor del decreto de adjudicación;
- Personal civil de los buques de apoyo de la Armada, gente de mar y personal científico de las flotas marítima, fluvial, pesquera, de investigación y expedicionaria, si han sido galardonados con premios estatales de la Federación de Rusia, la RSFSR, la URSS y han trabajado impecablemente en buques para 15 años o más en términos calendario para la fecha de entrada en vigor del decreto de adjudicación;
- Diseñadores, desarrolladores, jefes de oficinas de diseño, institutos y organizaciones de investigación, instituciones educativas, jefes de órganos rectores centrales de la industria de la construcción naval, trabajadores de las principales profesiones directamente involucrados en la construcción y reparación de buques y embarcaciones, si han sido adjudicados estatales premios de la Federación de Rusia, la RSFS de Rusia, la URSS y han trabajado impecablemente en las especialidades y profesiones mencionadas durante 20 años o más en términos de calendario el día en que entró en vigor el decreto de concesión;
- Jefes de organismos centrales, de gestión de cuencas, jefes de institutos de investigación, instituciones educativas de flotas marítimas, fluviales, pesqueras, de investigación y expedicionarias, si han sido galardonados con premios estatales de la Federación de Rusia, la RSFSR, la URSS y han trabajado impecablemente en estos industrias durante 20 años o más para el cálculo del calendario para la fecha en vigor del decreto sobre la adjudicación.

El Decreto Presidencial n.º 1099 de 7 de septiembre de 2010  eliminó la medalla de la lista de premios estatales de la Federación de Rusia, con lo que actualmente ya no se otorga.
La medalla se lleva en el lado izquierdo del pecho y, si hay otras medallas de la Federación de Rusia, se coloca después de la Medalla Conmemorativa del 80.º Aniversario de la Victoria en la Gran Guerra Patria de 1941-1945.
Cada medalla venía con un certificado de premio, este certificado se presentaba en forma de un pequeño folleto de cartón de 8 cm por 11 cm con el nombre del premio, los datos del destinatario y un sello oficial y una firma en el interior.

## Descripción de la medalla

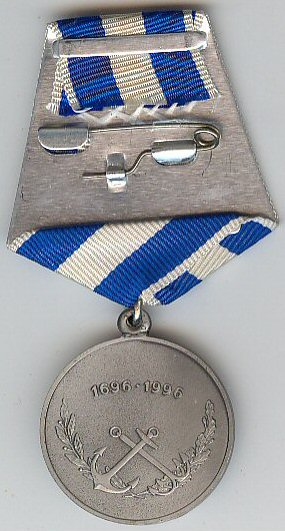
Reverso de la medalla

La Medalla Conmemorativa del 300.º Aniversario de la Armada de Rusia es una medalla circular de tombac con baño de plata de 32 mm de diámetro con un borde convexo por ambos lados.
En el anverso de la medalla contra el fondo del edificio del Almirantazgo hay una imagen de perfil (izquierda) del busto de Pedro el Grande. En la parte superior del anverso, siguiendo la circunferencia de la medalla, la inscripción en relieve «300 años de la flota de Rusia» (en ruso: "300 лет Российскому флоту"). En el reverso, en la parte superior, hay una inscripción en relieve «1696-1996», en la parte inferior sobre un fondo de ramas de laurel y roble, la imagen también en relieve de dos anclas cruzadas. La medalla no tiene número de serie.
La medalla está conectada con un ojal y un anillo a un bloque pentagonal cubierto con una cinta de muaré de seda de color blanco con dos franjas azules espaciadas a 1 mm de los bordes de la cinta, el ancho de las franjas es de 7 mm. Ancho de banda 24 mm.